# Stanisław Ostrowski (policjant)
Stanisław Ostrowski (ur. 25 września 1896 w Trzebini, zm. 1940 w Kalininie) – starszy przodownik Policji Państwowej, działacz niepodległościowy, ofiara zbrodni katyńskiej.

## Życiorys
Syn Karola i Julii z Pstruchów. Od 16 sierpnia 1914 do 15 lutego 1918 żołnierz Legionów Polskich, później w Żandarmerii Krajowej Polskiej, uczestnik wojny polsko-bolszewickiej. Od 1919 w Policji, od lutego 1933 do września 1939 komendant posterunku w Rabie Wyżnej.
Po agresji ZSRR na Polskę w 1939 znalazł się w niewoli radzieckiej w specjalnym obozie NKWD w Ostaszkowie. Zamordowany przez NKWD wiosną 1940 roku jako jedna z ofiar zbrodni katyńskiej. Pochowany w Miednoje.
5 października 2007 Prezydent RP Lech Kaczyński mianował go pośmiertnie na stopień aspiranta Policji Państwowej. Awans został ogłoszony 10 listopada 2007 w Warszawie, w trakcie uroczystości „Katyń Pamiętamy – Uczcijmy Pamięć Bohaterów”.
W 2011 przy ul. Parkowej 5 w Rabce-Zdroju z inicjatywy Urzędu Miejskiego w Rabce posadzono Dąb Pamięci Stanisława Ostrowskiego, a 15 kwietnia 2011 roku przy wejściu do komisariatu policji w Rabce uroczyście odsłonięto poświęconą mu tablicę pamiątkową.

## Ordery i odznaczenia
- Krzyż Niepodległości – 10 grudnia 1931 „za pracę w dziele odzyskania niepodległości”[5]
- Krzyż Walecznych[1]
- Brązowy Krzyż Zasługi[1]
- Medal Pamiątkowy za Wojnę 1918–1921[1]
- Medal Dziesięciolecia Odzyskanej Niepodległości[1]
- Srebrny Medal za Długoletnią Służbę[1]
- Brązowy Medal za Długoletnią Służbę[1]